# Önzbergtunnel
Der Önzbergtunnel ist ein 3173 Meter langer, doppelspuriger Eisenbahntunnel an der Neubaustrecke Mattstetten–Rothrist der Schweizerischen Bundesbahnen (SBB). Der 2004 eröffnete Tunnel durchquert den Önzberg bei Herzogenbuchsee im Kanton Bern.
Ein besonderes Charakteristikum sind die drei Tunnelportale beim Osteingang. Das mittlere Portal ist der Eingang zum Önzbergtunnel, die beiden äusseren Portale hingegen gehören zum Wolfacher-Nord-Tunnel (597 Meter) beziehungsweise zum Wolfacher-Süd-Tunnel (436 Meter). Diese beiden Tunnel sind Teil der Abzweigung zur Ausbaustrecke Solothurn–Wanzwil.